# Egypt Independent
Egypt Independent es un periódico en línea que anteriormente publicaba una edición semanal en inglés de 24 páginas del periódico egipcio Al-Masry Al-Youm.

## Historia
El 24 de noviembre de 2011, se publicó la primera edición impresa de Egypt Independent. Había evolucionado desde la edición en inglés de Al-Masry Al-Youm, que se publicó previamente como un suplemento semanal en ese periódico.
Después de que el editor jefe de Al-Masry Al-Youm prohibiera la publicación de su segunda edición, Egypt Independent adquirió su propia licencia y reanudó la publicación de su edición semanal por separado de Al-Masry Al-Youm en 2012.
En abril de 2013, la gerencia de Al-Masry Media Corporation informó al equipo editorial de Egypt Independent que la operación de noticias impresas se estaba cerrando, aunque el sitio web continúa publicando nuevas historias, diariamente.
En junio de 2013, algunos exempleados de Egypt Independent, incluida la editora gerente Lina Attalah, comenzaron a publicar Mada Masr.

## Acusaciones de censura interna
El 1 de diciembre de 2011, el editor en jefe de Al-Masry Al-Youm se opuso y finalmente censuró una edición impresa del Egypt Independent.
El segundo número de Egypt Independent fue publicado en un artículo de opinión por Robert Springborg, un politólogo y experto en relaciones civiles-militares egipcias, que criticaba al Consejo Supremo de las Fuerzas Armadas que había gobernado Egipto que había gobernado Egipto desde la salida en febrero de 2011 del expresidente Hosni Mubarak. Springborg y el personal independiente del Egypy colaboraron para modificar las secciones ofensivas en el artículo de opinión, sin embargo, el segundo número del suplemento no pudo ser publicado. El propio profesor Springborg fue acusado de ser un «conspirador contra la estabilidad de Egipto» en la edición en árabe del Al-Masry Al-Youm del 7 de diciembre de 2011.
El episodio de autocensura hizo que el personal del Egypt Independent escribiera que «incluso después del 25 de enero, la autocensura aún afecta a los medios de comunicación egipcios. Como periódico egipcio, nosotros también sufrimos por ello. Pero si la autocensura se internaliza y no desaparece, incuestionable, se convierte en una práctica irreversible. Nos negamos a permitir que esto suceda».